# Kantatie 73
La Kantatie 73 (in svedese Stamväg 73) è una strada principale finlandese. Ha inizio a Kontiolahti e si dirige verso nord-ovest, dove si conclude dopo 140 km nei pressi di Nurmes.

## Percorso
La Kantatie 73 attraversa, oltre i comuni di partenza e di arrivo, i comuni di Joensuu e Lieksa.